# 利沃尼亞 (印地安納州)
利沃尼亞（英語：Livonia）是一個位於美國印地安納州華盛頓縣的城鎮。

## 歷史
利沃尼亞於1819年設置。
當地郵政局於1818年開設，1925年裁撤關閉。

## 人口
根據2010年美國人口普查的數據，利沃尼亞的面積為2.69平方千米，當中陸地面積為2.69平方千米，而水域面積為0.00平方千米。當地共有人口128人，而人口密度為每平方千米48人。